# 谷本琳音
谷本 琳音（たにもと りおん、1998年3月11日 - ）は、日本の女優、パーソナリティ、ファッションモデル。愛知県出身。プロダクション尾木所属。

## 人物
- 趣味 : 音楽鑑賞、歌うこと
- 特技 : 和太鼓、体が柔らかいこと

## 出演

### ドラマ
- 黄金鯱伝説グランスピアー（2013年、東海テレビ）
- 相棒 season16 最終回（2018年3月14日、テレビ朝日）
- 嫌いな人を好きになる方法（2018年3月21日、テレビ東京）
- 絶叫 第1話（2019年3月24日、WOWOW）
- 偽装不倫 第2話（2019年7月17日、日本テレビ）
- ウルトラマンタイガ 第5話（2019年8月3日、テレビ東京） - 葵 役
- 教場II (2021年、フジテレビ) - 箭内夏海 役
- 特捜9 season6 第1話（2023年4月5日、テレビ朝日） - 浜川玲奈 役
- キス×kiss×キス〜LOVE ⅱ SHOWER〜「わたしの青い鳥 」「目覚めのキス」（2023年放送予定、テレビ東京） - 杏子 / 金子亜沙美 役[1]

### 映画
- インナーチャイルド（2012年）
- SUNNY 強い気持ち・強い愛（2018年8月31日）

### ラジオ
- Fun.（2016年4月17日 - 2017年3月17日、Pitch FM）

### CM
- エイブル保証
- 逆転オセロニア
- お尻シャワシャワ（2018年11月 - 、徳重） - お尻ガールズ
- 愛知学院大学
- 就実大学